# Woodhull, Illinois
Woodhull là một làng thuộc quận Henry, tiểu bang Illinois, Hoa Kỳ. Năm 2010, dân số của làng này là 811 người.

## Dân số
Dân số qua các năm:
- Năm 2000: 809 người.
- Năm 2010: 811 người.